# Павленко, Георгий Евстафьевич
Георгий Евстафьевич Павленко (13 [25] марта 1898, Лебяжье, Харьковская губерния — 4 марта 1970, Киев) — советский учёный в области гидромеханики и теории кораблестроения, с 1961 года — академик АН УССР.

## Биография
Родился 13 (25 марта) 1898 года в селе Лебяжьем (ныне — Чугуевского района Харьковской области).
В 1924 году окончил Ленинградский политехнический институт, в 1928—1944 годах преподавал в Ленинградском кораблестроительном институте, в 1944—1958 годах в Одесском институте инженеров морского флота. Член КПСС с 1942 года.
В годы Великой Отечественной войны был председателем Совета научной помощи обороне Ленинграда. В 1958—1962 годах — заведующий отделом Института гидрологии и гидротехники (теперь Институт гидромеханики) АН УССР. Одновременно работал на судостроительных заводах и в конструкторских бюро.
Умер 4 марта 1970 года. Похоронен в Киеве на Байковом кладбище.

## Научная работа
Основные исследования — по вопросам геометрии, статики и сопротивления воды движению корабля, судовых движителей, безопасности плавания, автоматизации судовождения.